# N802 (België)
De N802 is een korte gewestweg in de Belgische provincie Luxemburg. Deze weg vormt de verbinding tussen de N40 en de N825.
De totale lengte van de N802 bedraagt ongeveer 1 kilometer.